# M/Y Parbleu
M/Y Parbleu är en svensk motoryacht från 1932, som ritades av Carl Gustaf Pettersson och tillverkades av Fisksätra varv i Saltsjöbaden.
Ritningen för båten beställdes av Fisksätra varvs ägare Axel Larsson. Den var Axel Larssons tredje egna båt, och döptes därför till Vinco III. Vinco III ritades 1931. Samma ritning har använts senare, bland annat fanns den tre år senare i motortillverkaren Albins katalog, genom vilken företaget också marknadsförde båtar.
Båtens ägare under åren 1945–1955 döpte om henne till Parbleu. Hon hade tidvis legat på land i långa perioder, fram till en totalrenovering till originalutförande 1997–1998.

## Bildgalleri
| M/Y Parbleu i 100-årsjubilerande Heleneborgs båtklubbs monter på båtmässan Allt för sjön 2019 |  | M/Y Parbleu i 100-årsjubilerande Heleneborgs båtklubbs monter på båtmässan Allt för sjön 2019 |
| M/Y Parbleu i 100-årsjubilerande Heleneborgs båtklubbs monter på båtmässan Allt för sjön 2019 |  |                                                                                               |